# Бруно Фратус
Бруно Фратус (порт. Bruno Fratus; нар. 22 червня 1989) — бразильський плавець.
Учасник Олімпійських Ігор 2012, 2016 років.
Призер Чемпіонату світу з водних видів спорту 2015, 2017, 2019 років.
Переможець Пантихоокеанського чемпіонату з плавання 2014 року.
Переможець Панамериканських ігор 2011, 2015, 2019 років.
Переможець Південнамериканських ігор 2014 року.
Призер Чемпіонату Південної Америки з плавання 2012 року.